# Ford Falcon (Австралия)
Ford Falcon — полноразмерный автомобиль, выпускавшийся Ford Australia c 1960 по 2016 год. Все модели, начиная с 1972 года разрабатывались и собирались в Австралии для условий этой страны и с целью отказа от аналогичной северо-американской модели Falcon. В результате продолжительность австралийского производства этой модели одна из самых больших в автомобильной истории. За шесть поколений до 2003 года было продано свыше 3 млн автомобилей этой модели, практически только в Австралии и Новой Зеландии. К июлю 2007 продажи достигли 3 000 автомобилей в месяц. Наряду со своим ближайшим австралийским конкурентом, Holden Commodore, Фалкон был популярным как полицейский автомобиль и в такси в Австралии и Новой Зеландии.
В мае 2013 года было объявлено о прекращении производства к октябрю 2016 года Фалкона и связанного с ним кроссовера Territory. Это решение связано с планом компании «One Ford» по разработке автомобиля, стартовавшего в 2008 году, и направленного на рационализацию глобального производства. В соответствии с этим планом, косвенной сменой Фалкона являются четвёртое поколение Mondeo из Европы и шестое поколения Mustang из Северной Америки. Последний Форд Фалкон, синяя модель XR6, сошла с конвейера 7 октября 2016 года.